# Singac
Singac es un lugar designado por el censo ubicado en el condado de Passaic en el estado estadounidense de Nueva Jersey. En el año 2010 tenía una población de 3,618 habitantes.

## Geografía
Singac se encuentra ubicado en las coordenadas 40°53′12.07″N 74°14′27.34″O / 40.8866861, -74.2409278.